# Sandi
Sandi é uma cidade  no distrito de Hardoi, no estado indiano de Uttar Pradesh.

## Geografia
Sandi está localizada a 27° 18′ N, 79° 57′ L. Tem uma altitude média de 134 metros (439 pés).

## Demografia
Segundo o censo de 2001, Sandi tinha uma população de 23,233 habitantes. Os indivíduos do sexo masculino constituem 54% da população e os do sexo feminino 46%. Sandi tem uma taxa de literacia de 49%, inferior à média nacional de 59.5%: a literacia no sexo masculino é de 56% e no sexo feminino é de 41%. Em Sandi, 17% da população está abaixo dos 6 anos de idade.